# Carrie Brownstein
Carrie Rachel Grace Brownstein (Seattle, 27 settembre 1974) è una musicista, scrittrice e attrice statunitense.
È chitarrista e cantante delle Sleater-Kinney; è stata membro della band Excuse 17 e Wild Flag . È nota anche come co-sceneggiatrice e co-protagonista, assieme a Fred Armisen della serie televisiva Portlandia, trasmessa dal 2011 sul canale IFC.

## Biografia
Brownstein nasce a Seattle, Washington, e cresce a Redmond, Washington. I suoi genitori divorziano quando ha 14 anni e viene cresciuta dal padre. Ha una sorella minore. Inizia a suonare la chitarra a 15 anni. Dopo il liceo ha frequentato The Evergreen State College ad Olympia, Washington, culla del movimento delle riot grrrl. Influenzata dal clima culturale e musicale della città e del college stesso, forma la band Excuse 17 con Becca Albee e CJ Phillips. L'incontro con Corin Tucker, allora cantante delle Heavens to Betsy, darà vita alle Sleater-Kinney nel 1994. Brownstein si laurea in sociolinguistica nel 1997 e tre anni dopo si trasferisce a Portland, Oregon.

## Carriera musicale

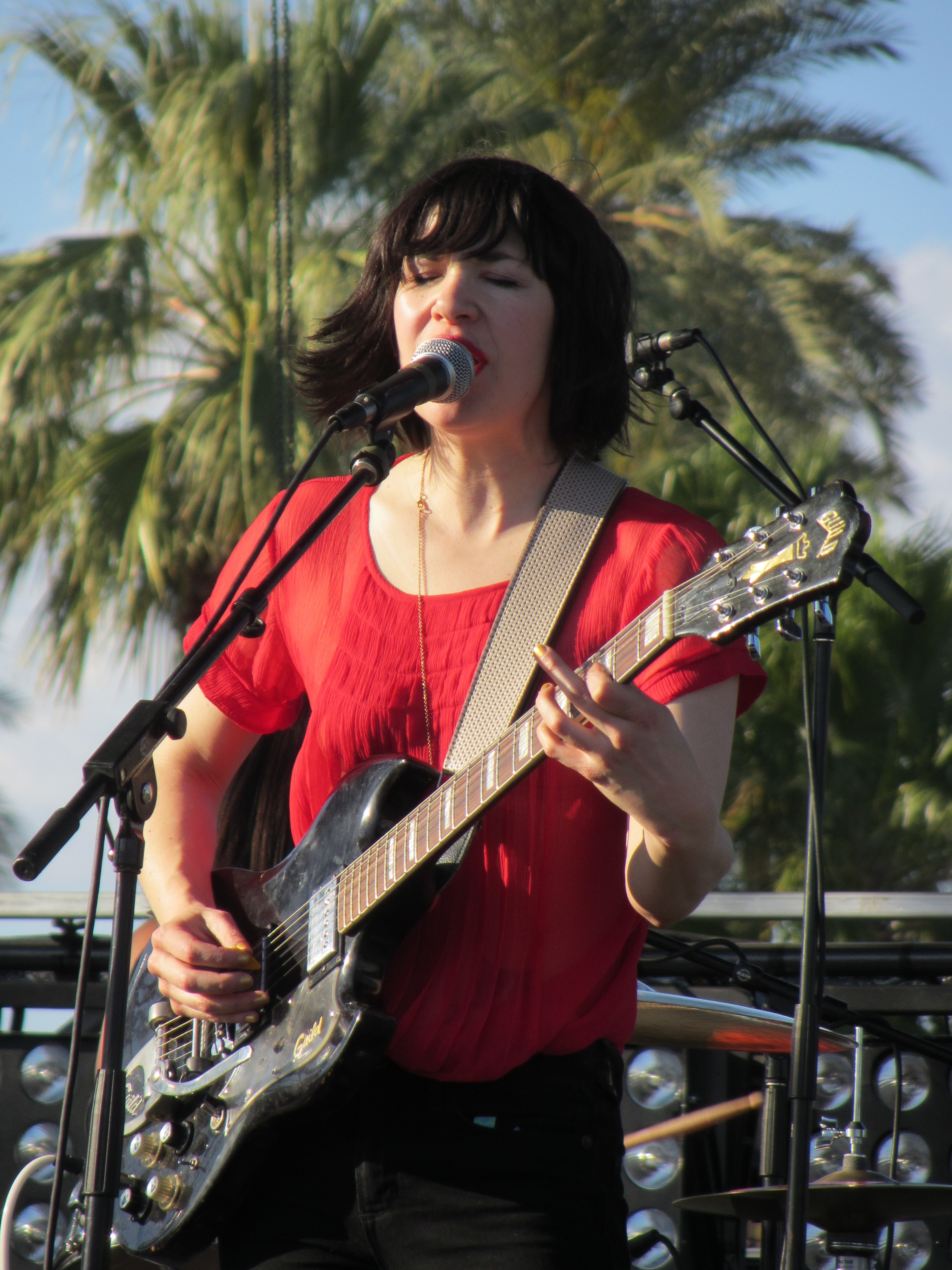
Carrie Brownstein al Coachella Valley Music and Arts Festival nel 2012.

### Excuse 17
Mentre è ancora una studentessa a The Evergreen State College ad Olympia, Washington, forma la band Excuse 17 con Becca Albee e CJ Phillips. Nonostante abbia avuto breve vita (dal 1993 al 1995), è considerata una band importante nel movimento delle Riot grrrl e del Queercore. Hanno pubblicato due album: "Excuse seventeen" nel 1994 e "Such friends are dangerous" nel 1995.

### Sleater-Kinney
Dopo lo scioglimento di Excuse 17 e della band di Corin Tucker Heavens to Betsy, Sleater-Kinney diventa il progetto centrale delle due musiciste.
Nel 1995 pubblicano il loro primo album Sleater-Kinney, registrato durante un viaggio in Australia.
Nel 1996 esce Call the Doctor e nello stesso anno Janet Weiss si unisce al gruppo come batterista.
Nel 1997 pubblicano Dig Me Out, che fu accolto estremamente bene dalla critica.
The Hot Rock esce nel 1999, seguito da All Hands on the Bad one nel 2000.
Nel 2002 pubblicano One Beat, un album molto politico e critico nei confronti dell'amministrazione Bush.
Nel 2005 esce The Woods.
Nel 2006 la band annuncia una "pausa a tempo indeterminato"(hiatus ).
Nel 2015 fanno ritorno con l'album No Cities to Love e un tour in Nord America e in Europa.

### Wild Flag
Durante la pausa con le Sleater-Kinney (più precisamente nel 2010), Brownstein fonda il "super-gruppo" Wild Flag con Janet Weiss, anch'essa ex membro delle Sleater-Kinney, Mary Timony, ex Helium e attualmente nella band Ex Hex e Rebecca Cole, ex The Minders.
Brownstein aveva già collaborato con Mary Timony in un progetto chiamato The Spells che aveva dato vita a "The Age of Backwards" nel 1999.
Le Wild Flag pubblicano un solo album omonimo nel settembre del 2011.
Dal 2014 la band non è più attiva.

## Carriera da attrice
Brownstein ha iniziato la sua carriera di attrice principalmente in film indie come Getting Stronger Everyday di Miranda July nel 2001 e Some Days Are Better Than Others di Matt McCormick nel 2010.
Dal 2007, insieme all'amico Fred Armisen ha iniziato a pubblicare video comici sotto il nome di "ThunderAnt".
Prendendo spunto dai loro video Brownstein e Armisen hanno dato vita nel 2011 alla serie TV Portlandia, trasmessa dal canale IFC..
Brownstein, inoltre, recita nella serie TV Transparent, nel ruolo di Syd, e nel nuovo film di Todd Haynes Carol.

## Carriera da scrittrice
Da novembre 2007 a maggio 2010 ha tenuto un blog per NPR Music chiamato "Monitor Mix".
La sua autobiografia Hunger Makes Me a Modern Girl uscirà il 27 ottobre 2015.

## Vita privata
Carrie Brownstein è bisessuale. La sua sessualità venne resa pubblica da un articolo della rivista musicale Spin del 1996 in cui si parlava della sua (ormai finita) relazione con Corin Tucker, cofondatrice delle Sleater-Kinney (la canzone One More Hour dell'album Dig Me Out parla della fine della loro storia). L'articolo ebbe clamore, in quanto i genitori di Brownstein non sapevano ancora della sua bisessualità.
Nel 2006 il New York Times la descriveva come "apertamente gay". Nel 2010 la stessa Brownstein ha messo a tacere le speculazioni circa la sua sessualità in un'intervista in cui affermava: "è strano, perché nessuno me l'ha mai davvero chiesto. La gente pensa sempre che tu debba essere o in un modo o in un altro. Ok, sono bisessuale, basta chiederlo".

## Filmografia

### Attrice

#### Cinema
- Getting Stronger Every Day, regia di Miranda July (2001) – cortometraggio
- Group, regia di Anne de Marcken e Marilyn Freeman (2002)
- Light Tiger Eye, regia di Matt McCormick (2009) – cortometraggio
- Some Days Are Better Than Others, regia di Matt McCormick (2010)
- Carol, regia di Todd Haynes (2015)
- Don't Worry (Don't Worry, He Won't Get Far on Foot), regia di Gus Van Sant (2018)

#### Televisione
- I Simpson (The Simpsons) – serie TV, episodio 24x07 (2012) – voce
- Vancouvria – serie TV, episodio 2x01 (2012)
- Portlandia – serie TV, 79 episodi (2011-2018)
- Transparent – serie TV, 14 episodi (2014-2015)
- Irma Vep - La vita imita l'arte (Irma Vep) – miniserie TV, 4 puntate (2022)

### Sceneggiatrice
- Portlandia – serie TV, 27 episodi (2011-2018)

## Riconoscimenti
Nel 2006 è stata l'unica donna ad apparire nella lista dei 25 "Most Underrated Guitarists of All-Time" di Rolling Stone.